# Luigi Facta
Luigi Facta (ur. 16 listopada 1861 w Pinerolo, zm. 5 listopada 1930 tamże) – włoski polityk i dziennikarz.
Po ukończeniu studiów prawniczych pracował jako dziennikarz. Karierę polityczną rozpoczął w 1892 roku, kiedy wybrany został do izby deputowanych regionu Piemont (zasiadał w niej przez 30 lat). Był członkiem włoskiej partii liberalnej oraz pełnił funkcje podsekretarza w ministerstwach sprawiedliwości i spraw wewnętrznych. W latach 1910–1912 oraz 1917–1924 był ministrem finansów. W dniu 26 lutego 1922 objął stanowisko premiera włoskiego rządu i pełnił tę funkcję do 28 października tego roku. Ze stanowiska odwołany został przez króla Wiktora Emanuela III z powodu niepopierania ideologii faszystowskiej, która w tym okresie zaczęła dominować we Włoszech. Jego następcą 30 października został Benito Mussolini.